# Michel Koch
Michel Koch (* 15. Oktober 1991 in Wuppertal) ist ein ehemaliger deutscher Bahn- und Straßenradrennfahrer.

## Laufbahn
In seiner Jugend war Michel Koch Mitglied im RV Endspurt 08 Wuppertal. Nach der Saison 2006 wechselte er zum RSC Cottbus. So belegte er 2007 bei den deutschen Bahnmeisterschaften der Jugend Rang drei im Punktefahren. 2009 gewann er in der Juniorenklasse eine Etappe beim Cup of Grudziadz Town President, wurde deutscher Meister im Einzelzeitfahren und auf der Bahn in der Mannschaftsverfolgung. Außerdem belegte er bei der Europameisterschaft den neunten Platz im Straßenrennen und bei der Weltmeisterschaft den siebten Platz im Einzelzeitfahren.
Zwischen 2010 und 2012 fuhr Koch für das LKT Team Brandenburg. In seinem ersten Jahr dort wurde er bei der deutschen Meisterschaft in der U23-Klasse jeweils Zweiter im Straßenrennen und im Einzelzeitfahren. 2012 wurde er erneut deutscher Meister in der Mannschaftsverfolgung, dieses Mal in der Eliteklasse, gemeinsam mit Henning Bommel, Kersten Thiele und Yuriy Vasyliv. Zudem gewann er die Gesamtwertung der Rad-Bundesliga.
Zur Saison 2013 wechselte Koch zum italienischen UCI ProTeam Cannondale Pro Cycling. Seine ersten Top-Ten-Platzierungen in einem World Tour-Rennen gelangen ihm in den beiden Einzelzeitfahren der Tour de Suisse 2013. Er bestritt mit dem Giro d’Italia 2014 seine erste Grand Tour und beendete das Rennen auf Platz 152 der Gesamtwertung. Nachdem der Hauptsponsor seines Teams, Cannondale, sein Engagement bei Kochs italienischen Mannschaft zum Saisonende beendete, unterschrieb er einen Vertrag beim deutschen Rad-net Rose Team.

## Familie
Michel Koch entstammt einer radsportbegeisterten Familie. Sowohl sein Großvater wie auch seine Eltern waren als Radrennfahrer aktiv. 1985 wurde seine Mutter Petra Stegherr 14. der Grande Boucle Féminine. Auch seine zehn Jahre jüngere Schwester Franziska ist schon als Radsportlerin aktiv gewesen.

## Erfolge

### Straße
2009
- Deutscher Meister – Einzelzeitfahren (Junioren)

2012
- Gesamtwertung Rad-Bundesliga

2014
- Sprintwertung Katalonien-Rundfahrt

### Bahn
2009
- Deutscher Meister – Mannschaftsverfolgung (Junioren) mit Nikias Arndt, Tobias Barkschat und Lars Telschow

2012
- Deutscher Meister – Mannschaftsverfolgung mit Henning Bommel, Kersten Thiele und Yuriy Vasyliv
- Gesamtwertung Rad-Bundesliga